# 2PM
2PM為韓國JYP娛樂於2008年推出的六人男子音樂團體，原由載範、Jun. K、Nichkhun、澤演、祐榮、俊昊及燦盛七位成員組成，並由載範擔任隊長。2010年2月載範正式退隊，自此2PM變成不設隊長的六人男子團體。與兄弟團體2AM一起活動時稱為One Day。
2008年，2PM以〈10分滿分的10分〉正式出道，如同下午2點那樣炎熱就是他們的表演風格，由於形象較粗獷，韓國傳媒稱呼他們為「野獸偶像」。2PM歌迷的官方名稱為「HOTTEST」，於2009年1月23日在官方社群平台上公布，口號為「Don't stop can't stop」，應援顏色為灰黑色；此外，每位成員也有不同的應援色，Jun. K為粉紅色、Nichkhun為紅色、澤演為綠色、祐榮為藍色、俊昊為黃色、燦盛為紫色。
2018年1月31日，2PM全員（除正服兵役的玉澤演）自2015年續約後，再次與JYP Entertainment續約，成為社內最資深的團體。翌日，JYP Entertainment對外公開任命五位續約成員為JYP Entertainment的公司理事，是首個成為公司理事的偶像團體。

## 經歷

### 出道前
2PM所有成員都是JYP娛樂的練習生，接受唱歌及舞蹈訓練，年期由半年到四年不等。跟他們一起訓練的還有另一男子團體2AM的成員林瑟雍、鄭珍雲、趙權以及HIGHLIGHT的成員尹斗俊及梁耀燮。他們的訓練及出道經過，於2008年被Mnet電視台製作成節目《熱血男兒》。
Jun. K在加入JYP娛樂前，曾經是YG娛樂練習生和參加不同的歌唱比賽，並在2004年經過JYP的公開選拔賽而入社。玉澤演、黃燦盛及李俊昊則是參加了由MBC在2006年舉辦的Superstar Survival，李俊昊獲得第一名，另外二人也被賞識而加入。隊長朴載範在2004年參加JYP的海外公開徵選，被公司負責人朴軫永賞識，在十多場海外徵選場中，只帶了朴載範一人回國並加入旗下公司當練習生。張祐榮在2007年參加了JYP和MGOON舉辦的公開招聘第一期選拔會，並獲得第一名而入社。而美籍中泰混血成員尼坤則是在2006年，在美國洛杉磯和朋友去看韓流慶祝活動，被JYP工作人員相中。

### 2008年
2008年9月4日，2PM正式出道，當時以朴載範為隊長，成員玉澤演、尼坤、金旼俊、張祐榮、黃燦盛及李俊昊一共七人，並在當天推出首張單曲專輯《Hottest Time of the Day》，以專輯內的《10分滿分的10分》（韓語：10점 만점에 10점）作為出道主打曲 。其後以《10分滿分的10分》此曲取得第5屆亞洲音樂節的最佳新藝人獎以及亞洲新人賞。
其後在10月再次以同一專輯內的另一首歌曲《Only You》進行宣傳，並在12月10日推出單曲《Only You（Winter Special）》。

### 2009年
2009年4月16日，2PM推出了第二張單曲專輯《2:00PM Time For Change》，2PM更因其中主打曲《Again & Again》而成為當紅男子團體。其後在6月11日，以《I Hate U》作為後續曲繼續其專輯宣傳。
然而，在2009年9月4日，當時的2PM正處於人氣直線上升的時期，韓國的狗仔隊在美國社交網站上找到了隊長朴載範在2005年於MySpace留言，內容透露自己不喜歡韓國，引起社會廣泛討論。一部分韓國民眾認為朴載範侮辱了韓國，要求當事人道歉並離開韓國；同時也有民眾認為這只不過是當時年少無知的朴載範隨手所寫，不值得大驚小怪。朴載範事件由此變成兩大陣營，事態也越變越大。同日2小時後，他在官方網頁中立即作出道歉，聲稱當時自己年幼對韓國一無所知，並因為是否能成功出道而感到焦慮，加上練習生時期的寂寞和孤單才會寫下那樣的語句。但仍然受到網友攻擊，民眾並不接受這樣的道歉，並將此事引向了一發不可收拾的地步。 最後，朴載範於9月8日在網上發表文章，因自己的失言對廣大民眾造成了傷害，也感到再無顏面對歌迷，決定退出團體，返回美國西雅圖的家繼續學業。
在同年的11月10日，6人的2PM推出了首張正規專輯《1:59》，主打曲《Heartbeat》同樣大受民眾歡迎，其中在2009年11月29日SBS電視台《人氣歌謠》節目中，由玉澤演負責《Heartbeat》的結尾動作，他們的排舞導師建議玉澤演以一次強而有力的下跪，同時撕破自己的襯衫作為結尾。這片段在網上引起了迴響。而在《Heartbeat》結尾，有一為六人組成一個金字塔的舞蹈為此曲特徵。
最後2PM在年尾的大型頒獎禮中，獲得了大大小小不同的獎項。當中包括「Mnet Asian Music Awards」最佳男子團體賞（Again & Again）及最佳歌手賞，並以《Again&Again》獲得了「KBS歌謠盛典」的年度最佳歌曲獎。

### 2010年
在2010年2月25日，JYP於官方網頁宣佈，正式跟朴載範解除合約，他將不會回歸2PM。即時引起歌迷關注。及後，JYP跟2PM官方歌迷會HOTTEST數十位成員舉行了一場座談會，期間說明JYP及2PM指出，朴載範因為「有令人不能忍受的私生活」、「嚴重傷害到2PM其他成員」，所以才與他終止合約。部份歌迷不能接受，開始對2PM其他成員進行網路攻擊，包括在網路發佈6位成員的私人照片，以及於韓國及紐約的JYP公司門外抗議。網路上亦有歌迷稱呼只有6人的2PM為「6PM」。同一時間，30多個關於2PM或其他成員的網頁關閉。
雖然受到退隊風波的影響2PM仍然照常演出，並正式於2010年4月19日推出第三張單曲《Don't Stop Can't Stop》，主打歌曲為《Without U》以及《Don't Stop Can't Stop》。同年4月22日在音樂放送節目《M!Countdown》正式作首場Comeback表演，成員亦繼續拍攝綜藝節目及電視劇，同月被傳媒選為最有廣告效益的韓國藝人。
2010年2PM首次榮登韓國福布斯名人榜第11名。
2010年6月1日成員Nichkhun與F(x)成員Victoria出演MBC假想結婚節目《我们结婚了》，受到海内外粉絲歡迎。
2010年7月31日及8月1日，以及8月7日至8日，分別於首爾及釜山，舉行出道以來首次單獨演唱會，其後更於同年的9月4日及5日，在首爾蠶室室內體育館，加開兩場安可演唱會（Encore Concert）。
10月11日，推出迷你專輯《Still 2:00PM》，主打歌曲《I"ll Be Back》，推出後大受歡迎，拿下多個音樂放送節目第一名 ，其後在10屆CCTV-MTV音樂盛典拿下亞洲年度最受歡迎團體獎。同年12月8日，2PM在日本舉行出道Showcase（或演唱會）吸引2萬5千人創下歷代日本出道Showcase最高人數參加，並同時加盟日本Sony Music宣佈在日本出道。
在日本出道的同時，成員玉澤演及張祐榮參演了KBS電視劇《Dream High》，收視獲得不俗的成績，更是該時段播出劇集的收視之冠。而成員Jun. K的自作曲、與簡美妍合唱的《Sunshine》將收錄於簡美妍的首張迷你專輯中，Jun. K更因此以作曲家"Jun. K"的身份出道。年尾2PM拿下 「Mnet Asian Music Awards」最佳男子團體賞 ，最佳男子舞曲表演獎以及新羅免稅店亞洲風獎。
2010年12月24日，與同經紀公司的藝人一同舉辦「2010 JYP NATION "TEAM PLAY"」演唱會。

### 2011年
2011年5月6日至5月13日，在日本六大城市舉行「2PM 1st JAPAN TOUR 2011"Take Off"」。同年5月18日正式推出出道日語單曲《Take Off》，推出首周以5.9萬張的銷量榮登Oricon單曲周排行榜第四位（此單曲為日本人氣動畫《青之除魔師》的片尾曲）。此外購買《Take Off》單曲者可憑內附的拍手券參加2011年5月21日2PM在日本橫濱舉行出道拍手會，據日本媒體報導當天約有4萬人次參加，人龍更長達兩公里。
2011年6月，宣告回歸韓國樂壇，於同月20日公開主打曲音源，公開僅一天即登上各大音源榜第一名,橫掃包括Melon、Naver、Mnet、Soribada、Bugs、Olleh和Daum等韓國各大網上音樂流行榜的冠軍位置，實現了「All Kill」的優異成績，21日推出正規二輯《Hands Up》，專輯內的歌曲《Hot》由成員Jun. K創作，《Give It To Me》則由俊昊參與創作，並受到韓國電影《盲眼》青睞，成為電影歌曲。24日，2PM在音樂放送節目《音樂銀行》作正式Comeback表演（當天更是成員Nichkhun的23歲生日，更是別具意義。），回歸後僅一周就立即拿下音樂放送節目《音樂銀行》第一名（四連冠），以及《人氣歌謠》第一名。
同年8月17日，2PM推出第二張日語單曲《I'm Your Man》，此曲更於2012年取得「MTV日本音樂錄影帶大獎」的最佳MV團體獎。同月17日及18日，再次與同經紀公司的藝人在日本舉辦了兩場「JYP NATION in JAPAN 2011」演唱會。2PM亦於同年9月開始他們首次亞洲巡迴演唱會「2PM HANDS UP ASIA TOUR」，首先在9月5日及6日在首爾蠶室室內體育館舉行，其後以台北作為巡迴首站繼續在亞洲巡迴演唱。
2011年10月7日，成員Jun. K以個人名義"Jun. K"發行首張個人單曲《Alive》。11月2日，2PM再次推出日語單曲《Ultra Lover》，並在同月30日首張專輯《Republic Of 2PM》。12月3日至21日期間，在日本舉辦「2PM ARENA TOUR 2011"REPUBLIC OF 2PM"」巡迴演唱會。
2011年2PM蟬聯韓國福布斯名人榜，並晉升至第5名。

### 2012年
2012年1月，2PM繼續進行亞洲巡迴，並在3月10日以香港站以作終結。2012年5月，再次在日本舉辦《Six Beautiful Days》演唱會。6月6日，2PM推出了第四張日語單曲《Beautiful》。
7月4日，2PM與2AM在日本的紀錄式電影《Beyond The Oneday, Story of 2PM & 2AM》的主題曲《Oneday》發行，雖然2AM與2PM為同一公司的兄弟團體，但共同推出歌曲還是首次，令樂迷感到驚喜。同月8日，成員祐榮推出了首張個人迷你專輯《23,Male,Single》，成為隊中首位進行個人活動的成員。
2012年7月24日成員Nichkhun於韓國當地時間零晨2點30分左右，發生酒駕交通事故，醉酒駕駛的Nichkhun與摩托車相撞，因沒有通過酒精測試而被吊銷了駕駛執照。
2012年8月，JYP分別在韓國及日本舉辦「JYP Nation in Korea 2012」及「JYP NATION in JAPAN 2012」，根據2010年11月10日至2011年10月31日的銷量，2PM獲得日本唱片業協會頒發「第26屆日本金唱片大賞」的年度最佳新人獎及最佳新藝人獎，以表揚他們在日本得到的好成績。
在2012年10月16日，旼俊在個人上發表聲明，由於家人意見，以後不再用"峻秀"這個名字。藝名將會沿用個人solo時一直使用的Jun. K，而本名會改為（旼俊）。官方網頁亦隨即更改其名為Jun. K。隨後，官方就Jun. K名字的寫法發出新聞稿。正確寫法可為Jun. K（第一字母大階）或JUN. K（全三個英文字母大階），而"點"與"K"之間的空格一定要留著。
同年11月14日 2PM推出了第五張日語單曲《Masquerade》獲得日本唱片業協會頒發金唱片認證。
2012年11月18日 2PM開始他們首次世界巡迴演唱會《2PM What time is it? Global Tour》。首先在11月17日在上海梅賽德斯奔馳競技場舉行 ，其後在印尼、台北及澳門舉行演唱會。
2012年2PM榮登韓國福布斯名人榜第11名。

### 2013年
2013年1月 2PM在日本開始他們《2PM ARENA TOUR 2013 "LEGEND OF 2PM"》的第二次巡迴演唱會。其後2月13日2PM推出第二張日語專輯《Legend Of 2PM》並以此曲獲得日本公信榜冠軍、Tower Record排行榜冠軍、HMV榜冠軍。同年3月2日 2PM在馬尼拉舉行巡迴演唱會。相隔2年，JYP宣告2PM將於5月回歸韓國歌壇。
2013年2月5日臺韓媒體均報導韓國男子組合2PM成員澤演與臺灣女演員鬼鬼確定合演《我們結婚了》節目，並進入開拍階段。
並於2013年4月5日開始在全球各地播出，以鬼澤夫婦廣受喜愛。
4月20、21日，2PM在Tokyo Dome連續2天舉行首次東京巨蛋演唱會。這是2PM在日本正式出道2年後首次登上巨蛋舞台。2PM的家人也有到場支持他們演出，分享喜悅。
5月在韓國發行的正規三輯《Grown》採用雙主打曲，分別為《整天想著你》（韓語：하.니.뿐.）及《聽到這首歌就回來》（韓語：이 노래를 듣고 돌아와）。5月2日，JYP釋出主打曲《聽到這首歌就回來》的MV截圖，並於5月3日釋出預告片段。除《하.니.뿐.》外，全碟完整音源包括雙主打中的《聽到這首歌就回來》於5月6日公開。雙主打的另一主打曲《整天想著你》在5月11日公開。《聽到這首歌就回來》為抒情風格，展現經歷兩年回歸更成熟的一面。《整天想著你》則是完全不同的風格，展現男子陷入戀愛，整天想念著的性感。大碟音源在5月6日正式公開後，旋即分別佔據泰國、新加坡、香港、馬來西亞、菲律賓及台灣iTunes排行榜首位。
就2PM回歸韓國樂壇，MBC電視台製作《2PM COMEBACK SHOW》，並於5月11日 24:35(韓國時間)播出。5月4日釋出相關預告片段，MBC的相關主頁於5月7日開通。
《2PM Live Tour in Seoul "What Time Is it" - The Grand Finale》定於6月20及21日於首爾蠶室室內體育館舉行，此為 "What Time Is it" 世界巡迴演唱會的最後一站。演唱會上，2PM表演新專輯歌曲並發表各成員新的solo舞台。
完成大碟宣傳期後，成員各自展開個人活動。Jun. K參演音樂劇《Jack the Ripper》（日本公演場）及《The Three Musketeers》（韓國及日本公演場），Nichkhun前往中國及希臘拍攝電視劇《一又二分之一的夏天》，澤演演出有線台tvN的電視劇《Who are you？》並首次擔任男主角，其後更參演了首部電影作品《結婚前夜》。燦盛演出電影《紅地毯》及KBS獨幕劇《你的Noir》，而俊昊則在日本solo出道推出個人迷你專輯《你的聲音》（日語：キミの声）以及舉行個人日本巡回演唱會。隨後俊昊亦參與首次演出電影《監視者們》的宣傳活動。
在學時期Nichkhun曾作為羽毛球選手而活躍，是圈內少數擁有精湛羽毛球技的藝人。因此，被邀與燦盛及祐榮一同參與KBS電視台綜藝節目《我們小區藝體能》的羽毛球特輯（7月開始播出）以師父身分協助指導隊員。可惜因為要前往中國拍攝電視劇《一又二分之一的夏天》，Nichkhun只演出兩集，燦盛則繼續參演節目直至羽毛球特輯完結（9月17日播出特輯最後一集）。
10月16日推出第7張日本單曲《Winter Games》並獲得Oricon冠軍及Tower Record排行榜冠軍。宣傳期間宣佈2014年1月底至3月期間展開新一輪日巡。
2013年2PM榮登韓國福布斯名人榜第15名。

### 2014年
由於去年末播出的羽毛球特輯受歡迎，KBS綜藝節目《我們小區藝體能》製作組邀請Nichkhun、燦盛、現役國家隊代表李龍大及國家隊教練兼退役國家隊代表朴柱奉等錄製新春特輯——羽毛球的回歸，並於1月播放。節目播出後，觀眾對Nichkhun的羽毛球實力刮目相看。由於這個契機，Nichkhun更成為羽毛球品牌Yonex韓國地區首位非運動員的明星代言人。
1月2日，MBC公佈祐榮確定參演《我們結婚了》第4季，並與女演員朴世榮結成假想夫婦，是繼Nichkhun及澤演後，第三名參演《我們結婚了》節目的2PM成員，首集於1月11日播出。
澤演確定演出KBS週末劇《真是好時節》，由2月22日開始首播，逢星期六日播出。劇集暫定50集。
JYP公布2PM將預定於2014年4月在韓國回歸，但由於成員的行程尚在協調中，因此未能確定具體回歸日期。後來因韓國世越號船難事件延後回歸，當時官方說法於2014第三季回歸。
3月6日JYP公布Jun. K將在5月14日於日本發行首張創作迷你solo專輯，並於5月期間在日本5個城市展開9場solo巡迴演唱會。此乃繼俊昊後第二位於日本發行迷你solo專輯的成員。3月24日日巡演唱會上，俊昊宣布7月將在日本發行第一次solo巡迴演唱會DVD，並宣布將舉行第二次巡迴演唱。隨後又於日本官方網站公布俊昊將於7月9號發行第二張solo專輯<feel>，隨即開始在日本5個縣市展開12場solo巡迴演唱會。
2014年9月10日，2PM公開正規四輯主打歌《GO CRAZY》MV，實體專輯則會在9月15日發行。

### 2015年
2015年3月21日，經紀公司JYP娛樂透露：「2PM 最快計畫在今年六月推出新專輯回歸，新歌有望是首舞曲。和之前一樣，專輯裡包括了成員們參與製作的歌曲，成員俊昊、祐榮及其他人都努力在創作、寫詞中。」

2015年3月26日，經紀公司JYP娛樂相關人員在3月26日下午與媒體 TVReport 透露，2PM 全員 ─ Jun. K、Nichkhun、澤演、祐榮、俊昊、燦盛均再續三年合約，自今年一月開始至2018年一月為止
。
2015年5月7日，經紀公司JYP娛樂5月6日向韓國媒體 OSEN 透露：「緊接著在 miss A、朴軫泳…等人之後回歸的歌手為 2PM，但具體的行程、時間仍在協調當中。」

2015年5月8日，JYP娛樂在8日透過 2PM 官方臉書宣布將在6月1日發行第五張正規專輯回歸，以及在6月27、28日於首爾奧林匹克公園體操競技場舉行演唱會的消息。

2015年5月11日，經紀公司JYP娛樂11日於官方網站發表公告，公告當中表示 2PM 因為新歌 MV 拍攝導演的問題，將會延後回歸。

2015年5月14日，原計畫6月1日回歸，本週開始新曲音樂錄影帶拍攝的 2PM，11日透過官方網站發表公告，內容提到導演 Han Sa Min (한사민) 以「因為相同的時間點，和導演有關係的藝人也要推出新歌，所以無法為 2PM 拍攝」為由，要求中斷 MV 製作，為此公司不得不延後 2PM 的回歸。5月13日最新消息指出，根據JYP娛樂相關人員的透露，現在已經確定與 Naive Creative Production (나이브 크리에이티브 프로덕션) 影像製作團隊合作，由他們來為 2PM 拍攝新歌音樂錄影帶，並表示因為回歸行程已經有所延誤，所以會加快腳步，在最快的時間內著手準備。

2015年5月21日，日本官方網站公布俊昊將舉行第三次巡迴演唱，也將於7月15號發行第三張solo專輯<SO GOOD>，隨即開始在日本7個縣市展開15場solo巡迴演唱會"LAST NIGHT"，包括2場在大型的橫濱Arena舉行。
2015年6月2日，本來預計6月1日回歸的 2PM，於6月2-3日兩天在京畿道南楊州市某間攝影工作室進行第五張正規韓文專輯的主打歌 MV 拍攝
。
2015年6月5日，即將在6月15日發表第五張正規韓語專輯《No.5》回歸的 2PM，韓國時間6月5日零時透過官方網站、臉書、推特…等 SNS 平台公開了成員個人回歸概念照，並透露主打歌為《MY HOUSE (우리집)》
。
根據韓國媒體 STARNEWS 的獨家報導指出，專輯主打歌《MY HOUSE》是由 2PM 的 Jun. K 製作，並非朴軫永 (JYP，朴振英)。同時，這也是他繼《Go Crazy》後，再一次為 2PM 製作主打歌，除了 Jun. K，成員們也都有參與歌曲的製作，相當有才華
。
2015年6月8日，「野獸派男團」2PM，將帶著他們的第五張正規韓語專輯《No.5》回歸韓國歌壇，8日零時 (韓國時間) 經紀公司JYP娛樂於官方臉書公開全新一波 2PM 的新專輯團體、個人概念照
。
2015年6月10日，所屬公司JYP娛樂在10日透過官方 SNS 釋出 2PM 第五張正規專輯《NO.5》的曲目表，以「USER GUIDE (使用說明書)」的方式來公開專輯曲目，除了12首收錄曲的資訊外，每首歌都會有成員給的欣賞提示
。
2015年6月12日，韓國時間6月12日零時，2PM 透過經紀公司的官方 YouTube 頻道公開第五張正規韓語專輯《NO.5》的主打歌《My House》預告。
2015年6月13日，JYP娛樂韓國時間6月13日零時於官方 YouTube 頻道公開，2PM 第五張正規韓語專輯《NO.5》主打歌《My House》第二波預告。
2015年6月14日，所屬公司JYP娛樂在14日零時 (韓國時間) 透過官方頻道公開 2PM 第五張正規專輯《NO.5》的音源搶先聽，整張專輯收錄了共12首不同曲風的歌曲，包括 R&B、Urban、抒情、電子等等，而成員們參與了其中10首歌曲的創作，令人期待充滿 2PM 色彩的完整版歌曲。
2015年6月15日，「野獸派」男團 2PM 於6月15日推出第五張正規專輯《No.5》，並透過官方 YouTube 頻道公開主打歌《My House》的 MV。《My House》是成員 Jun.K 親自填詞寫曲的作品，內容講述男人被異性瘋狂吸引的心情，強烈的節奏、圓滑跳動的旋律，風格相當獨特。而 MV 內容則是改編自童話《灰姑娘》、《美女與野獸》、《白雪公主》、《愛麗絲夢遊仙境》、《小紅帽》及《羅密歐與茱麗葉》的故事，講述 2PM 六名帥氣的王子，用各自的方法來誘惑演員 Kim Yu Mi (김유미) 飾演的公主 。
2015年11月15日，2PM成員Jun.K推出第二張全創作迷你專輯《LOVE LETTER》

### 2016年
2016年1月，官方宣布2PM將在4月至6月於日本舉行《2PM ARENA TOUR 2016 “GALAXY OF 2PM”》演唱會，於廣告中表示在4月27日出版新日語專輯《GALAXY OF 2PM》及完成整個巡迴演唱會後將暫時停止活動，Jun. K及澤演會在同年入伍。
2016年4月27日，新日語專輯《GALAXY OF 2PM》於首日就獲得了4萬9992張的銷售記錄，榮登日排行榜第一。
2016年5月1日，俊昊於《2PM ARENA TOUR 2016 “GALAXY OF 2PM”》演唱會中，宣布第四次solo日本巡迴演唱會 《HYPER》將在7月至8月於日本舉行。
2016年9月13日，2PM推出第六張正規專輯《Gentlemen's Game》，主打曲為〈Promise (I'll Be)〉。因為成員們陸續入伍，此後會注重其他成員的個人活動。

### 2017年
2017年，2PM成員陸續於日本和韓國舉辦solo演唱會：玉澤演首次個人演唱會《Premium Solo con》，Jun.K個人首次韓國演唱會《Mr. NO♡》，張祐榮首次日本巡迴演唱會Solo Tour 2017《Party Shots》，李俊昊第五次日本巡迴演唱會《2017 S/S》。
2017年2月25日，開始六場 2PM CONCERT ‘6Nights’，因Jun. k2月26日演唱會途中發生舞台意外，演唱會後續宣布取消。
2017年6月2日，因成員Jun. k傷口復原良好，於6月2日~6月4日與6月9日~6月11日在首爾高麗大學再次舉行2PM CONCERT ‘6Nights’。
2017年，成員燦盛於韓國和日本參與音樂劇，另成員Jun.K 和 Nichkhun赴泰國拍攝旅遊節目。
2017年9月4日，2PM成軍9週年，已放棄美國國籍權、動手術2次的澤演正式於2017年9月4日以正常兵入伍，預計2019年6月退伍。而澤演也於白馬部隊結訓時，因優異表現故擔任助教的職位。
2017年11月3日，2pm成員Jun.K 祐榮和俊昊於日本橫濱舉行三人演唱會《From 2pm to you》。成員也表示雖然只有三人，但他們是帶著六人的心一同演出。
2017年底，李俊昊的電視劇《只是相愛的關係》 於年底播出。

### 2018年
2018年1月31日，2PM成員（除正在當兵的澤演）與JYP娛樂再次續約，成為該公司最資深團體，翌日也被任命為理事。澤演的合約將會在退伍後商議。
2018年2月10日成員Jun. K上午因酒駕在首爾新沙洞附近的交叉口被警方攔查，經酒測後發現他血液中酒精濃度為0.074%，酒測值已達被吊銷駕照的程度，被警方以緩起訴處分。
2018年5月8日 Jun.K非公開入伍。
2018年7月9日 祐榮非公開入伍。
2018年7月25日，澤演決定不續約(但2PM團體合約存在)，個人合約與51K娛樂簽約，以演員身份繼續活動，退社不退團，51K日後也將全力支持澤演身為2PM一員的歌手活動。

### 2019年
2019年4月6-8日，俊昊及燦盛為江原道高城郡和束草地區的受災人民們各捐款3000萬及1億用於支援救助物品和災後重建，希望都能得到妥善安置。
2019年5月16日，澤演完成國防義務後從京畿道高陽市白馬部隊退伍。
2019年5月30日，俊昊入伍。
2019年6月11日，燦盛入伍。

### 2020年
2020年1月2日，Jun. K退伍。
2020年1月23日，玉澤演回歸小螢幕後首部電視劇《The Game：向著零點》 正式開播。
2020年2月28日，因新型冠状病毒肺炎關係，祐榮以不公開退伍。
2020年，Nichkhun成為好萊塢演員到香港拍攝好萊塢電影《香港愛情故事》。
2020年在俊昊服兵役期間，其以前身著紅襯衫跳著「My House」舞蹈的直拍在YouTube上迅速竄紅，使得2015年發布的「My House」於2020年成功逆襲音源榜，成為韓國三大逆襲曲之一，彌補了當年只有短短一週打歌期的遺憾。

### 2021年
2021年1月5日，燦盛退伍。
2021年3月20日，俊昊退伍。
2021年6月6日，宣布將在6月28日，以第七張正規專輯《MUST》迎來時隔5年的完整體回歸。
2021年6月28日，公開正規七輯《MUST》全專音源及主打歌《Make It》MV。專輯發行後截至7月2日止，已累計銷售11萬648張，在日本的Tower Record的每日銷售排行榜上穩居榜首。此外，在日本、新加坡、瑞典等海外20多個國家和地區iTunes排行榜上，也在前10位。
2021年9月29日，2PM發布全新日語專輯《WITH ME AGAIN》，同名主打曲為〈WITH ME AGAIN〉(日語:僕とまた)。此為成員入伍前與日本粉絲約定會繼續在日本活動後，全員退伍後發行的第一張日語專輯意義重大。
2021年12月15日，燦盛宣布不和JYP娛樂續約，以及將於2022年初結婚，並宣布其妻子已經懷孕。

### 2023年
2023年9月16日，玉澤演於第一次首個亞洲巡迴見面會，而首站「2023 OK TAECYEON in TAIPEI :SpecialTY」於台北國際會議中心(TICC)登場,這也是2PM暌違11年後，以「solo」之姿現身，當天會準備很豐富的舞台內容送給HOTTEST，已經開始期待那天的到來，希望大家能來相聚！
2023年10月14日，李俊昊於第一次亞洲巡迴見面會「LEE JUNHO 1st FANMEETING TOUR臺北流行音樂中心表演廳,這也是2PM暌違11年後，以「solo」之姿現身，當天會準備很豐富的舞台內容送給HOTTEST，已經開始期待那天的到來，希望大家能來相聚！

### 2024年
2024年12月7日，於TICC台北國際會議中心舉辦「JUN. K, NICHKHUN, WOOYOUNG（From 2PM）Fan-Con 2024 [ENWJ] in Taipei」,這也是2PM暌違12年後，以「團體」之姿現身，當天會準備很豐富的舞台內容送給HOTTEST，已經開始期待那天的到來，希望大家能來相聚！

## 成員資料
| 成員列表   | 成員列表 | 成員列表 | 成員列表 | 成員列表            | 成員列表                | 成員列表                                     | 成員列表    | 成員列表     | 成員列表                   | 成員列表                    | 成員列表                                            |
| 藝名       | 藝名     | 藝名     | 本名     | 本名                | 本名                    | 出生日期                                     | 國籍        | 身高         | 團內擔當                   | 韓國音樂著作權家協會登錄號  | 兵役時間                                            |
| 藝名       | 諺文     | 羅馬拼音 | 漢字     | 諺文                | 羅馬拼音                | 出生日期                                     | 國籍        | 身高         | 團內擔當                   | 韓國音樂著作權家協會登錄號  | 兵役時間                                            |
| ---------- | -------- | -------- | -------- | ------------------- | ----------------------- | -------------------------------------------- | ----------- | ------------ | -------------------------- | --------------------------- | --------------------------------------------------- |
| Jun. K     | 준케이   | Jun. K   | 金旼俊   | 김민준              | Kim Minjun              | 1988年1月15日 · 大邱廣域市壽城區泛漁洞       |             | 180cm        | 主唱                       | 10000911                    | 2018年5月8日-2020年1月2日                           |
| 尼坤       | 닉쿤     | Nichkhun | 尼坤     | นิชคุณ หรเวชกุล （泰） | Nichkhun Buck Horvejkul | 1988年6月24日 · 美国加利福尼亞州兰乔库卡蒙加 | 美国 · 泰國 | 181cm        | 副唱、Rapper               | 10009316                    | 2009年泰國徵兵時因人員已滿 無需徵召志願兵而無需入伍 |
| 澤演       | 택연     | Taecyeon | 玉澤演   | 옥택연              | Ok Taecyeon             | 1988年12月27日 · 首爾特別市江南區            |             | 186cm        | Rapper                     | 10003503                    | 2017年9月4日-2019年5月16日                          |
| 祐榮       | 우영     | Wooyoung | 張祐榮   | 장우영              | Jang Wooyoung           | 1989年4月30日 · 釜山廣域市釜山鎮區           | 178cm       | 副唱、主舞   | 10007758                   | 2018年7月9日-2020年2月28日  |                                                     |
| 俊昊       | 준호     | Junho    | 李俊昊   | 이준호              | Lee Junho               | 1990年1月25日 · 首爾特別市                   | 178cm       | 领唱、主舞   | W1064800                   | 2019年5月30日-2021年3月20日 |                                                     |
| 燦盛       | 찬성     | Chansung | 黃燦盛   | 황찬성              | Hwang Chansung          | 1990年2月11日 · 首爾特別市城東區             | 184cm       | 副唱、Rapper | 10005443                   | 2019年6月11日-2021年1月5日  |                                                     |
| 已離開成員 |          |          |          |                     |                         |                                              |             |              |                            |                             |                                                     |
| 藝名       | 藝名     | 藝名     | 本名     | 本名                | 本名                    | 出生日期                                     | 國籍        | 身高         | 團內擔當                   | 韓國音樂著作權家協會登錄號  | 兵役時間                                            |
| 藝名       | 諺文     | 羅馬拼音 | 漢字     | 諺文                | 羅馬拼音                | 出生日期                                     | 國籍        | 身高         | 團內擔當                   | 韓國音樂著作權家協會登錄號  | 兵役時間                                            |
| 載範       | 재범     | Jaebeom  | 朴載範   | 박재범              | Park Jaebeom            | 1987年4月25日 · 美国華盛頓州埃德蒙茲         | 美国        | 170cm        | 隊長、領舞、副唱、主Rapper | -                           | -                                                   |

### 成員變遷表
- 黃線:服兵役時期

## 音樂作品
| 韓語專輯 - 01:59PM（2009年） - Hands Up（2011年） - Grown（2013年） - 瘋了嗎？（2014年） - No.5（2015年） - Gentlemen's Game（2016年） - MUST（2021年） | 日語專輯 - Republic of 2PM（2011年） - Legend of 2PM（2013年） - Genesis of 2PM（2014年） - 2PM of 2PM（2015年） - Galaxy of 2PM（2016年） - WITH ME AGAIN（2021年） |

## 演唱會

### 團體演唱會
- 2PM 首次韓國巡迴演唱會 2010 《Don't Stop Can't Stop》

| 日期                    | 演唱會站次 | 舉行地點               |
| 2010年7月31日           | 首爾站     | 首爾奧林匹克體操競技場 |
| 2010年8月1日            | 首爾站     | 首爾奧林匹克體操競技場 |
| 2010年8月7日-8日        | 釜山站     | 釜山BEXCO              |
| 2PM首次韓國Encore演唱會 |            |                        |
| 2010年9月4日-5日        | 首爾站     | 首爾蠶室室內體育館     |

- 2PM 首次日本巡迴演唱會 2011 《Take Off》

| 日期          | 演唱會站次   | 舉行地點     |
| 2011年5月6日  | 札幌站       | Zepp Sapporo |
| 2011年5月8日  | 福岡站       | Zepp Fukuoka |
| 2011年5月9日  | 大阪站       | Zepp Osaka   |
| 2011年5月10日 | 名古屋站     | Zepp Nagoya  |
| 2011年5月12日 | 東京站       | 幕張展覽館   |
| 2011年5月13日 | 東京站 Final | Zepp Tokyo   |

- 2PM 首次亞洲巡迴演唱會 2011-2012 《2PM HANDS UP ASIA TOUR》

| 日期              | 演唱會站次   | 舉行地點           |
| 2011年9月5日-6日  | 首爾站       | 首爾蠶室室內體育館 |
| 2011年10月7日-8日 | 台北站       | 台大體育館         |
| 2011年11月11日    | 印尼站       | Mangga Dua Square  |
| 2011年11月19日    | 新加坡站     | 新加坡室內體育館   |
| 2011年11月25日    | 馬来西亞站   | Stadium Negara     |
| 2012年2月18日     | 泰國站       | IMPACT Arena       |
| 2012年2月25日     | 南京站       | 南京奧體中心體育館 |
| 2012年3月10日     | 香港站 Final | 亞洲國際博覽館     |

- 2PM第二次日本巡迴演唱會 2011 《REPUBLIC OF 2PM》

| 日期                | 演唱會站次 | 舉行地點             |
| 2011年12月3日       | 三重站     | SUN ARENA            |
| 2011年12月5日-6日   | 大阪站     | Osaka Jo Hall        |
| 2011年12月8日       | 名古屋站   | Gaishi Hall          |
| 2011年12月14日      | 埼玉站     | 埼玉超級競技場       |
| 2011年12月17日-18日 | 福岡站     | MARINE MESSE FUKUOKA |
| 2011年12月20日-21日 | 東京站     | 東京武道館           |

- 2PM第三次日本巡迴演唱會 2012 《Six Beautiful Days》

| 日期               | 演唱會站次 | 舉行地點       |
| 2012年5月24日-25日 | 東京站     | 東京武道館     |
| 2012年5月28日-31日 | 東京站     | 東京武道館     |
| 2012年6月5日-6日   | 橫濱站     | 橫濱圓形競技場 |

- 2PM第四次日本巡迴演唱會 2013 《LEGEND OF 2PM》

| 日期               | 演唱會站次   | 舉行地點             |
| 2013年1月11日-12日 | 福岡站       | MARINE MESSE FUKUOKA |
| 2013年1月24日-25日 | 名古屋站     | 日本 Gaishi Hall     |
| 2013年1月28日-30日 | 大阪站       | Osaka Jo Hall        |
| 2013年2月13日-14日 | 東京站       | 東京武道館           |
| 2013年2月19日-20日 | 東京站       | Zepp Tokyo           |
| 2013年2月23日-24日 | 札幌站       | Sapporo Kitaeru      |
| 2013年4月20日-21日 | 東京站 Final | 東京巨蛋             |

- 2PM 第二次亞洲巡迴演唱會 2012-2013 《2PM What Time Is It？Asia Tour》

| 日期               | 演唱會站次   | 舉行地點              |
| 2012年11月17日     | 上海站       | 梅賽德斯奔馳競技場    |
| 2012年12月8日      | 印尼站       | 馬塔 Elang 國際體育場 |
| 2012年12月15日     | 台北站       | 南港展覽館            |
| 2012年12月22日     | 澳門站       | 金光綜藝館            |
| 2013年3月2日       | 馬尼拉站     | 亞洲購物中心體育館    |
| 2013年3月30日      | 廣州站       | 廣州體育館            |
| 2013年4月8日       | 曼谷站       | Impact Arena          |
| 2013年6月21日-22日 | 首爾站 Final | 首爾蠶室體育館        |

- 2PM第五次日本巡迴演唱會 2014 《GENESIS OF 2PM》

| 日期                   | 演唱會站次   | 舉行地點                   |
| 2014年1月27日-28日     | 名古屋站     | 名古屋日本 Gaishi Hall     |
| 2014年1月31日,2月1-2日 | 橫濱站       | 橫濱 Arena                 |
| 2014年2月22日-23日     | 福岡站       | MARINE MESSE FUKUOKA       |
| 2014年3月4日-6日       | 大阪站       | 大阪城 Hall                |
| 2014年3月17日-18日     | 東京站       | 國立代代木競技場第一體育館 |
| 2014年3月25日-26日     | 東京站 Final | 國立代代木競技場第一體育館 |

- 2PM 世界巡迴演唱會 2014-2015 《2PM World Tour GO CRAZY!》

| 日期              | 演唱會站次   | 舉行地點                   |
| 2014年10月3日-4日 | 首爾站       | 首爾蠶室體育館             |
| 2014年10月11日    | 曼谷站       | Impact Arena               |
| 2014年11月1日     | 北京站       | 首都體育館                 |
| 2014年11月14日    | 紐瓦克站     | Prudential Center          |
| 2014年11月16日    | 芝加哥站     | Rosemont Theatre           |
| 2014年11月18日    | 大草原城站   | Verizon Theatre            |
| 2014年11月20日    | 洛杉磯站     | Shrine Auditorium          |
| 2014年11月29日    | 廣州站       | 廣州國際體育演藝中心       |
| 2015年1月17日     | 南京站       | 南京奥林匹克體育中心體育館 |
| 2015年2月14日     | 香港站       | 亞洲國際博覽館             |
| 2015年3月28日     | 印尼站       | Istora Senayan             |
| 2015年4月4日      | 上海站 Final | 梅賽德斯奔馳競技場         |

- 2PM第六次日本巡迴演唱會 2015 《2PM OF 2PM》

| 日期               | 演唱會站次     | 舉行地點                   |
| 2015年4月7日-8日   | 福岡站         | MARINE MESSE FUKUOKA       |
| 2015年4月14日-15日 | 名古屋站       | 名古屋日本 Gaishi Hall     |
| 2015年5月7日-8日   | 大阪站         | 大阪城 Hall                |
| 2015年5月19日-21日 | 橫濱站         | 橫濱 Arena                 |
| 2015年5月23日-25日 | 東京站         | 國立代代木競技場第一體育館 |
| 2015年5月30日-31日 | 北海道站 Final | 北海道立綜合體育中心       |

- 2PM CONCERT 《House Party》

| 日期               | 演唱會站次 | 舉行地點               |
| 2015年6月27日-28日 | 首爾站     | 首爾奧林匹克體操競技場 |
| 2015年8月22日-23日 | 埼玉站     | 埼玉超級競技場         |
| 2016年3月20日      | 曼谷站     | Impact Arena           |

- 2PM第七次日本巡迴演唱會《Six HIGHER Days》

| 日期              | 演唱會站次     | 舉行地點         |
| 2015年10月7日-9日 | 東京站         | 東京武道館       |
| 2015年10月13-15日 | 大阪站         | 大阪城 Hall      |
| 2015年10月20-22日 | 橫濱站         | 橫濱 Arena       |
| 2015年10月27-29日 | 名古屋站 Final | 日本 Gaishi Hall |

- 2PM第八次日本巡迴演唱會  《GALAXY OF 2PM》

| 日期                     | 演唱會站次   | 舉行地點                 |
| 2016年4月23日-24日       | 名古屋站     | 名古屋市綜合體育館       |
| 2016年4月29日-5月1日     | 東京站       | 國立代代木競技第一體育館 |
| 2016年5月7-8日           | 福岡站       | 福岡會展中心             |
| 2016年5月20-22日(Encore) | 東京站       | 國立代代木競技第一體育館 |
| 2016年5月28-29日         | 北海道站     | 北海報綜合體育中心       |
| 2016年6月16-18日         | 大阪站 Final | 大阪城展演廳             |

- 2PM DOME TOUR  《THE 2PM in TOKYO DOME》

| 日期                | 演唱會站次 | 舉行地點 |
| 2016年10月26日-27日 | 東京站     | 東京巨蛋 |

- 2PM CONCERT 《6Nights》

| 日期                                               | 演唱會站次 | 舉行地點             |
| 2017年2月24~26日 (3月3號到5號因成員Jun .K受傷取消) | 首爾站     | SK奧林匹克手球競技場 |
| 2017年6月2日~4日及9日~11日                         | 首爾站     | 高麗大學化汀體育館   |

- 2PM 15th Anniversary Concert《It's 2PM》

| 日期            | 演唱會站次 | 舉行地點       |
| 2023年9月9~10日 | 首爾站     | 蠶室室內體育館 |
| 2023年10月7~8日 | 東京站     | 有明體育館     |

### 成員Solo演唱會或特別企劃
- Jun.K首次日本巡迴演唱會 《Love & Hate》

| 日期               | 演唱會站次   | 舉行地點                                             |
| 2014年5月8日-9日   | 大阪站       | 大阪國際會議場 Grand Cube Osaka                      |
| 2014年5月13日      | 福岡站       | Zepp Fukuoka                                         |
| 2014年5月16日      | 東京站       | 東京新木場 Studio Coast (Party Version)              |
| 2014年5月19日-20日 | 名古屋站     | Zepp Nagoya                                          |
| 2014年5月22日      | 札幌站       | Zepp Sapporo                                         |
| 2014年5月27日-28日 | 東京站 Final | 幕張メッセイベントホール (Makuhari Messe Event Hall) |

- Jun.K第二次日本巡迴演唱會 《LOVE LETTER》

| 日期                     | 演唱會站次   | 舉行地點             |
| 2015年11月14日-15日      | 幕張站       | 幕張國際展覽活動大廳 |
| 2015年11月17-18日        | 名古屋站     | 名古屋 Zepp Nagoya   |
| 2015年11月21-22日        | 福岡站       | 福岡 Zepp Fukuoka    |
| 2015年12月9-10日(Encore) | 幕張站       | 幕張國際展覽活動大廳 |
| 2015年12月12-13日        | 大阪站 Final | 大阪城展演廳         |

- Jun.K第三次日本巡迴演唱會 《NO SHADOW》

| 日期                | 演唱會站次   | 舉行地點       |
| 2016年11月8日-9日   | 東京站       | 豐洲PIT        |
| 2016年11月29日      | 福岡站       | 福岡太陽宮     |
| 2016年12月12日-14日 | 大阪站       | 大阪國際會議場 |
| 2016年12月15日-16日 | 名古屋站     | Zepp Nagoya    |
| 2016年12月21日-22日 | 東京站 Final | 日本武道館     |

- Jun.K第四次日本巡迴演唱會 《NO TIME》

| 日期               | 演唱會站次 | 舉行地點                     |
| 2018年3月6日-7日   | 東京站     | Zepp Tokyo                   |
| 2018年3月13日-14日 | 名古屋站   | Zepp Nagoya                  |
| 2018年3月19日-20日 | 大阪站     | Zepp Namba                   |
| 2018年3月22日      | 福岡站     | 福岡サンパレス ホテル&ホール |

- Jun.K首次韓國演唱會 《Mr. NO♡》

| 日期               | 演唱會站次 | 舉行地點        |
| 2017年1月14日-15日 | 首爾站     | YES24 LIVE HALL |

- 玉澤演首次日本演唱會 《Premium Solo con》

| 日期             | 演唱會站次 | 舉行地點           |
| 2017年1月2日-3日 | 東京站     | 東京巨蛋 CITY HALL |

- 張祐榮首次日本巡迴演唱會 Solo Tour 2017《Party Shots》

| 日期               | 演唱會站次   | 舉行地點              |
| 2017年4月5日       | 札幌站       | Zepp Sapporo          |
| 2017年4月8日-9日   | 千葉站       | 幕張展覽館 Event Hall |
| 2017年4月14日-15日 | 福岡站       | 福岡太陽宮            |
| 2017年4月20日-22日 | 大阪站       | Zepp Namba            |
| 2017年4月28日-29日 | 名古屋站     | Zepp Nagoya           |
| 2017年4月30日      | 東京站 Final | Zepp DiverCity Tokyo  |

- 張祐榮 第二次日本巡迴演唱會 Solo Tour 2017《まだ僕は・・・》

| 日期                  | 演唱會站次   | 舉行地點                     |
| 2017年9月29日-10月1日 | 名古屋站     | Zepp Nagoya                  |
| 2017年10月3日         | 福岡站       | 福岡サンパレス ホテル&ホール |
| 2017年10月5日-7日     | 東京站       | Zepp DiverCity Tokyo         |
| 2017年10月13日-15日   | 大阪站       | Zepp Namba                   |
| 2017年10月23日        | 東京站       | 東京国際フォーラムホールA    |
| 2017年12月5日-6日     | 東京站 Final | 日本武道館                   |

- 李俊昊首次日本巡迴演唱會 《 キミの声》

| 日期               | 演唱會站次   | 舉行地點         |
| 2013年7月9日-10日  | 札幌站       | Zepp Sapporo     |
| 2013年7月13日-14日 | 福岡站       | Zepp Fukuoka     |
| 2013年7月16日-17日 | 大阪站       | Zepp Namba       |
| 2013年7月22日-23日 | 名古屋站     | Zepp Nagoya      |
| 2013年7月29日-31日 | 東京站       | Zepp Diver City  |
| 2013年8月29日      | 東京站 Final | 東京國際論壇大樓 |

- 李俊昊第二次日本巡迴演唱會 《FEEL》

| 日期                 | 演唱會站次   | 舉行地點                  |  |
| 2014年7月3日-4日     | 札幌站       | Zepp Sapporo              |  |
| 2014年7月14日-15日   | 福岡站       | 福岡太陽宮                |  |
| 2014年7月17－18日    | 名古屋       | 名古屋国際会議場          |  |
| 2014年7月24日-25日   | 大阪站       | 大阪府立國際會議場        |  |
| 2014年7月31日-8月1日 | 東京站       | 東京國際論壇大樓 – 大廳 A |  |
| 2014年8月12日-13日   | 東京站 Final | 日本武道館                |  |

- 李俊昊第三次日本巡迴演唱會 《LAST NIGHT》

| 日期               | 演唱會站次   | 舉行地點               |
| 2015年7月7日-9日   | 東京站       | Zepp DiverCity Tokyo   |
| 2015年7月11日-12日 | 福岡站       | Zepp Fukuoka           |
| 2015年7月14日-15日 | 大阪站       | Zepp Namba             |
| 2015年7月17日-18日 | 札幌站       | Zepp Sapporo           |
| 2015年7月22日-23日 | 名古屋站     | Zepp Nagoya            |
| 2015年7月28日-29日 | 横浜站 FINAL | 横滨竞技场             |
| 2015年8月4日-5日   | 神戸站 Final | 神戸ワールド記念ホール |

- 李俊昊首次韓國演唱會 《LAST NIGHT IN SEOUL》

| 日期               | 演唱會站次 | 舉行地點         |
| 2015年9月19日-20日 | 首爾站     | 首爾奥林匹克公園 |

- 李俊昊第四次日本巡迴演唱會 《HYPER》

| 日期               | 演唱會站次   | 舉行地點                 |
| 2016年7月8日-10日  | 大阪站       | Zepp Namba               |
| 2016年7月15日-17日 | 名古屋站     | Zepp Nagoya              |
| 2016年7月19日-20日 | 福岡站       | Zepp Fukuoka             |
| 2016年8月13日-14日 | 札幌站       | Zepp Sapporo             |
| 2016年8月24日-25日 | 東京站 FINAL | 國立代代木競技第一體育館 |

- 李俊昊 Special Encore Concert IN Japan 《LAST HYPER NIGHT》

| 日期              | 演唱會站次 | 舉行地點   |
| 2016年12月3日-4日 | 東京站     | 日本武道館 |

- 李俊昊第五次日本巡迴演唱會 《2017 S/S》

| 日期               | 演唱會站次   | 舉行地點                     |
| 2017年7月1日-2日   | 福岡站       | 福岡サンパレス ホテル&ホール |
| 2017年7月16日-17日 | 東京站       | Zepp DiverCity Tokyo         |
| 2017年7月21日-23日 | 大阪站       | Zepp Namba                   |
| 2017年7月29日-30日 | 札幌站       | Zepp Sapporo                 |
| 2017年8月4日-6日   | 名古屋站     | Zepp Nagoya                  |
| 2017年8月30日-31日 | 橫濱站 FINAL | 横浜アリーナ                 |

- 李俊昊第六次日本巡迴演唱會 Winter Special Tour 《冬の少年》

| 日期               | 演唱會站次   | 舉行地點                           |
| 2018年1月20日      | 札幌站       | 札幌ニトリ文化ホール               |
| 2018年1月25日-26日 | 福岡站       | 福岡サンパレス ホテル&ホール       |
| 2018年1月28日-29日 | 大阪站       | グランキューブ大阪                 |
| 2018年2月17日-18日 | 名古屋站     | 名古屋国際会議場センチュリーホール |
| 2018年2月23日-24日 | 東京站 FINAL | 日本武道館                         |

- 李俊昊第七次日本巡迴演唱會 Solo Tour 2018 《FLASHLIGHT》

| 日期                              | 演唱會站次   | 舉行地點                     |
| 2018年6月30-7月1日                | 名古屋站     | Zepp Nagoya                  |
| 2018年7月4日-5日                  | 大阪站       | 大阪オリックス劇場           |
| 2018年7月10日-11日                | 東京站       | Zepp DiverCity Tokyo         |
| 2018年7月13－14日                 | 福岡站       | 福岡サンパレス ホテル&ホール |
| 2018年7月21日                     | 札幌站       | Zepp Sapporo                 |
| 2018年8月20日-21日                | 東京站 FINAL | 日本武道館                   |
| 2018年9月4日-5日（4日因颱風取消） | 大阪站 FINAL | 大阪城ホール                 |

- 李俊昊日本演唱會 Last Concert  《JUNHO THE BEST》

| 日期             | 演唱會站次 | 舉行地點   |
| 2018年12月6－8日 | 東京       | 日本武道館 |

- 李俊昊第二次韓國演唱會 《JUNHO THE BEST IN SEOUL》

| 日期              | 演唱會站次 | 舉行地點                   |
| 2019年3月23－24日 | 首爾       | 奧林匹克公園（奧林匹克廳） |

- 李俊昊日本韓國粉絲演唱會 《BEFORE MIDNIGHT》

| 日期              | 演唱會站次 | 舉行地點                         |
| 2022年8月12－14日 | 首爾       | 奧林匹克公園（SK奧林匹克手球館） |
| 2022年8月20－21日 | 東京       | 日本武道館                       |

- 李俊昊第八次日本巡迴演唱會 Solo Tour 2023《また会える日（再次相見的那一天）》

| 日期                | 演唱會站次 | 舉行地點                  |
| 2023年7月22日－23日 | 橫濱       | 橫濱 Pia Arena MM         |
| 2023年8月5日－6日   | 神戶       | 神戶世界紀念館            |
| 2023年8月26日－27日 | 名古屋     | 名古屋 Nippon Gaishi Hall |

- 李俊昊第三次韓國演唱會 2024 《다시 만나는 날（再次相見的那一天）》

| 日期                | 演唱會站次 | 舉行地點       |
| 2024年1月13日－14日 | 首爾       | 蠶室室內體育館 |

- 黃燦盛 首次日本巡迴演唱會 Premium Solo Concert 2018 《Complex》

| 日期               | 演唱會站次 | 舉行地點                 |
| 2018年5月24日-25日 | 大阪站     | 大阪オリックス劇場       |
| 2018年6月6日-7日   | 東京站     | 東京中野サンプラザホール |

- Jun. K/ 李俊昊/ 張祐榮 2017 From 2pm to you

| 日期          | 演唱會站次 | 舉行地點     |
| 2017年11月3日 | 橫濱站     | 横浜アリーナ |

### JYP Nation 演唱會
| 日期                          | 演唱會站次 | 舉行地點                       |
| 2010 JYP NATION "TEAM PLAY    |            |                                |
| 2010年12月24日                | 首爾站     | 首爾奧林匹克體操競技場         |
| JYP NATION 2011               |            |                                |
| 2011年8月17日-18日            | 埼玉站     | 埼玉超級競技場                 |
| JYP NATION 2012               |            |                                |
| 2012年8月4日                  | 首爾站     | 首爾奧林匹克體操競技場         |
| 2012年8月18日-19日            | 東京站     | 國立代代木競技場第一體育館     |
| JYP NATION 2014 "ONE MIC"     |            |                                |
| 2014年8月9日-10日             | 首爾站     | 首爾蠶室體育館                 |
| 2014年8月30日                 | 香港站     | 亞洲國際博覽館                 |
| 2014年9月5日-7日              | 東京站     | 國立代代木競技場第一體育館     |
| 2014年12月13日                | 曼谷站     | Impact Arena,Muang Thong Thani |
| JYP NATION 2016 "Mix & Match" |            |                                |
| 2016年8月6日-7日              | 首爾站     | 首爾蠶室體育館                 |
| 2016年9月2日-4日              | 東京站     | 國立代代木競技場第一體育館     |

### 2PM其他大型演唱會
| 日期           | 演唱會名稱                                | 舉行地點                      |
| 2008年11月4日  | Singapore Korean Pop Night 2008           | 新加坡室內體育館              |
| 2009年11月4日  | 第1屆韓國希望演唱會                       | 釜山Asiad競技場               |
| 2010年5月22日  | 2010夢想演唱會                            | 首爾世界盃競技場              |
| 2010年8月21日  | Mnet Ultimate Live Taiwan大韓流演唱會     | 台北南港展覽館                |
| 2010年11月14日 | 第11屆分享愛演唱會                        | 首爾奧林匹克體育場            |
| 2010年12月4日  | Mnet Ultimate Live Singapore 大韓流演唱會 | 新加坡濱海灣金沙              |
| 2011年1月22日  | Dream of Asia Taiwan 韓流風尚演唱會       | 板橋第一運動場                |
| 2011年5月28日  | 2011夢想演唱會                            | 首爾世界盃競技場              |
| 2011年8月13日  | 仁川韓流演唱會2011                        | 仁川文鶴世界盃競技場          |
| 2012年2月8日   | KBS Music Bank in Paris                   | 巴黎貝爾西體育館              |
| 2012年4月7日   | 2012 MBC Korean Music Wave in Bangkok     | 曼谷拉加曼加拉體育場          |
| 2013年3月9日   | KBS Music Bank in Jakarta                 | 雅加達格羅拉蓬卡諾體育場      |
| 2013年5月12日  | 2012夢想演唱會                            | 首爾世界盃競技場              |
| 2013年1月19日  | Mall Of Asia ArenaK-POP Fantasy Concert   | 馬尼拉Mall of Asia            |
| 2013年5月17日  | 2PM IS BACK with Genie                    | 首爾江南站 M-Stage街頭Concert |
| 2014年4月2日   | M! Countdown No. 1 Artist of Spring 2014  | 橫濱體育館                    |
| 2014年9月13日  | SGC Super Live in SEOUL                   | 一山 KINTEX                   |
| 2014年10月25日 | 2014 MBC Korean Music Wave in Beijing     | 北京國家體育場                |
| 2016年4月10日  | KCON 2016 JAPAN                           | 日本千葉縣幕張展覽館          |
| 2016年7月31日  | 2016 MBC Korean Music Wave in Fukuoka     | 福岡巨蛋                      |
| 2016年9月30日  | Korea Sale Festa 2016                     | 首爾                          |
| 2016年10月8日  | DMC Festival 2016 - MBC Korean Music Wave | MBC上岩文化廣場               |

## 獎項

### 大型頒獎禮獎項
| 年份 | 獎項 |
| ---- | --- |
| 2008 | - Cyworld Digital Music Awards－9月月新人獎 - 第5屆亞洲音樂節－最佳新藝人獎、亞洲新人賞 - 韓國文化觀光局－9月份最佳新人獎 - 文化體育觀光部－9月優秀新人專輯獎 - SBS歌謠大獎－新人賞 |
| 2009 | - Mnet 20'choice－Mr Beauty獎、夏日人氣獎、Hot Performance獎 - 第11屆Mnet Asian Music Awards－最佳男子團體獎、年度藝人獎 - 第24屆韓國金唱片大賞－唱片本賞(1:59) - 第1屆Melon Music Awards－年度十大歌手獎 - KBS歌謠盛典－年度最佳歌曲獎《Again & Again》 - Monkey3 Awards－年度最佳男子團體獎 - Asia Model Festival Awards－人氣團體獎 - 第1屆Soompi Gayo Awards－年度藝人獎 - 第37屆Cyworld數碼音樂獎－本賞(Heartbeat) - Soompi France Awards－年度歌曲獎《Again & Again》、最佳編舞獎《Heartbeat》 |
| 2010 | - 第19屆High1首爾歌謠大獎－本賞、High1人氣賞 - Asia Model Festival Awards－人氣團體獎 - Ment 20'choice－最有影響力的明星獎、Mnet Daum Hot Star獎 - 第10屆CCTV-MTV音樂盛典－亞洲年度最受歡迎團體獎 - 第12屆Mnet Asian Music Awards－最佳舞曲表演獎《I'll Be Back》、最佳男子團體獎、新羅免稅店亞洲風獎 - Style Icon頒獎典禮－男子歌手獎 - 第2屆Melon Music Awards－年度十大歌手獎 - MTV Asia Awards－最受歡迎男子歌手獎 - Arirang Simply Kpop Awards－最佳團體獎                                      |
| 2011 | - 韓國Kids Choice Awards－最受歡迎男歌手獎 - Bugs Music Awards－年度十大藝人獎《Hands Up》 |
| 2012 | - 第26屆日本金唱片大賞－年度最佳新人獎、最佳新藝人獎 - MTV日本音樂錄影帶大獎－最佳MV團體獎《I'm your man》 - Tower Record K-pop Lovers! Awards－最佳藝人獎、最佳單曲獎《Beautiful》 - RTHK International Pop Poll Awards－Top New Act Award (日本) |
| 2013 | - MTV日本音樂錄影帶大獎－年度最佳專輯獎(Legend of 2PM》 - MBC 演藝大賞－歌手部門人氣獎 |
| 2014 | - 第16屆Mnet Asian Music Awards－最佳音樂錄影帶獎(Go Crazy?》 - SBS 歌謠大戰－全球明星獎 |
| 2015 | - 第30屆日本金唱片大賞－年度最佳專輯獎(2pm of 2pm》 |
| 2016 | - 酷狗音樂盛典－亞洲最受歡迎組合獎 |
| 2017 | - 第31屆日本金唱片大獎－亞洲區最佳三大專輯獎《GALAXY OF 2PM》 |

### 音樂節目獎項
| 年份   | 日期     | 電視台  | 節目名稱     | 獲獎歌曲         | 排名              |
| ------ | -------- | ------- | ------------ | ---------------- | ----------------- |
| 2009年 | 5月7日   | Mnet    | M! Countdown | Again & Again    | 1位               |
| 2009年 | 5月10日  | SBS     | 人氣歌謠     | Again & Again    | 1位(Mutizen Song) |
| 2009年 | 5月17日  | SBS     | 人氣歌謠     | Again & Again    | 1位(Mutizen Song) |
| 2009年 | 5月14日  | Mnet    | M! Countdown | Again & Again    | 1位               |
| 2009年 | 5月21日  | Mnet    | M! Countdown | Again & Again    | 1位               |
| 2009年 | 5月24日  | SBS     | 人氣歌謠     | Again & Again    | 1位(Mutizen Song) |
| 2009年 | 5月28日  | Mnet    | M! Countdown | Again & Again    | 1位               |
| 2009年 | 6月12日  | KBS     | 音樂銀行     | Again & Again    | 1位               |
| 2009年 | 7月2日   | Mnet    | M! Countdown | I Hate You       | 1位               |
| 2009年 | 7月3日   | KBS     | 音樂銀行     | I Hate You       | 1位               |
| 2009年 | 7月9日   | Mnet    | M! Countdown | I Hate You       | 1位               |
| 2009年 | 7月16日  | Mnet    | M! Countdown | I Hate You       | 1位               |
| 2009年 | 7月30日  | Mnet    | M! Countdown | I Hate You       | 1位               |
| 2009年 | 11月27日 | KBS     | 音樂銀行     | Heartbeat        | 1位               |
| 2009年 | 11月29日 | SBS     | 人氣歌謠     | Heartbeat        | 1位(Mutizen Song) |
| 2009年 | 12月4日  | KBS     | 音樂銀行     | Heartbeat        | 1位               |
| 2009年 | 12月6日  | SBS     | 人氣歌謠     | Heartbeat        | 1位(Mutizen Song) |
| 2009年 | 12月11日 | KBS     | 音樂銀行     | Heartbeat        | 1位               |
| 2009年 | 12月13日 | SBS     | 人氣歌謠     | Heartbeat        | 1位(Mutizen Song) |
| 2009年 | 12月18日 | KBS     | 音樂銀行     | Heartbeat        | 1位               |
| 2010年 | 4月29日  | Mnet    | M! Countdown | Without U        | 1位               |
| 2010年 | 5月6日   | Mnet    | M! Countdown | Without U        | 1位               |
| 2010年 | 5月7日   | KBS     | 音樂銀行     | Without U        | 1位               |
| 2010年 | 5月13日  | Mnet    | M! Countdown | Without U        | 1位               |
| 2010年 | 5月14日  | KBS     | 音樂銀行     | Without U        | 1位               |
| 2010年 | 5月16日  | SBS     | 人氣歌謠     | Without U        | 1位(Mutizen Song) |
| 2010年 | 5月23日  | SBS     | 人氣歌謠     | Without U        | 1位(Mutizen Song) |
| 2010年 | 10月22日 | KBS     | 音樂銀行     | I'll Be Back     | 1位               |
| 2010年 | 10月24日 | SBS     | 人氣歌謠     | I'll Be Back     | 1位(Mutizen Song) |
| 2010年 | 10月28日 | Mnet    | M! Countdown | I'll Be Back     | 1位               |
| 2010年 | 10月29日 | KBS     | 音樂銀行     | I'll Be Back     | 1位               |
| 2010年 | 11月4日  | Mnet    | M! Countdown | I'll Be Back     | 1位               |
| 2011年 | 7月1日   | KBS     | 音樂銀行     | Hands Up         | 1位               |
| 2011年 | 7月3日   | SBS     | 人氣歌謠     | Hands Up         | 1位(Mutizen Song) |
| 2011年 | 7月7日   | Mnet    | M! Countdown | Hands Up         | 1位               |
| 2011年 | 7月8日   | KBS     | 音樂銀行     | Hands Up         | 1位               |
| 2011年 | 7月10日  | SBS     | 人氣歌謠     | Hands Up         | 1位(Mutizen Song) |
| 2011年 | 7月15日  | KBS     | 音樂銀行     | Hands Up         | 1位               |
| 2011年 | 7月22日  | KBS     | 音樂銀行     | Hands Up         | 1位               |
| 2011年 | 12月23日 | KBS     | 音樂銀行     | Hands Up         | 年度結算:第12位   |
| 2013年 | 5月24日  | KBS     | 音樂銀行     | 聽到這首歌就回來 | 1位               |
| 2013年 | 7月5日   | KBS     | 音樂銀行     | 聽到這首歌就回來 | 年中結算:4位      |
| 2015年 | 6月23日  | SBS MTV | THE SHOW     | 我們家           | 1位               |

#### 主要音樂節目榜單排名
| 主打歌曲排名成績 | 主打歌曲排名成績                      | 主打歌曲排名成績 | 主打歌曲排名成績    | 主打歌曲排名成績       | 主打歌曲排名成績 | 主打歌曲排名成績            | 主打歌曲排名成績     | 主打歌曲排名成績 |
| 專輯 | 歌曲                                  | Mnet 《M! Countdown》                                                                                               | KBS2 《Music Bank》 | MBC 《Show! 音樂中心》 | SBS 《人氣歌謠》 | MBC MUSIC 《Show Champion》 | SBS MTV 《THE SHOW》 | 備註             |
| 2008年 | 2008年                                | 2008年 | 2008年              | 2008年                 | 2008年           | 2008年                      | 2008年               | 2008年           |
| --- | ------------------------------------- | --- | ------------------- | ---------------------- | ---------------- | --------------------------- | -------------------- | ---------------- |
| Hottest Time of the Day | 10分滿分的10分                        | 4 | 10                  | 5                      | TAKE7            | 尚未開播                    | 尚未開播             |                  |
| Hottest Time of the Day | Only you                              | 16 | /                   | /                      | /                | 尚未開播                    | 尚未開播             |                  |
| 2009年 |                                       | |                     |                        |                  |                             |                      |                  |
| Time For Change | Again & Again                         | {1} | 1                   | 1                      | [1]              | 尚未開播                    | 尚未開播             | 四台冠軍歌曲     |
| Time For Change | I Hate You                            | {1} | 1                   | 1                      | TAKE7            | 尚未開播                    | 尚未開播             | 三台冠軍歌曲     |
| 01:59PM | 等到累了                              | | 2                   | 2                      | TAKE7            | 尚未開播                    | 尚未開播             |                  |
| 01:59PM | Heartbeat                             | | <1>                 | {1}                    | [1]              | 尚未開播                    | 尚未開播             | 三台冠軍歌曲'    |
| 2010年 |                                       | |                     |                        |                  |                             |                      |                  |
| Don't Stop Can't Stop | Without U                             | [1] | (1)                 | (1)                    | (1)              | 尚未開播                    | 尚未開播             | 四台冠軍歌曲     |
| Thank You | Thank You                             | 39 | 45                  |                        | TAKE7            | 尚未開播                    | 尚未開播             |                  |
| Still 2:00PM | I'll be back                          | (1) | (1)                 | (1)                    | 1                | 尚未開播                    | 尚未開播             | 四台冠軍歌曲'    |
| 2011年 |                                       | |                     |                        |                  |                             |                      |                  |
| Hands Up | Hands Up                              | 1 | {1}                 | {1}                    | (1)              | 尚未開播                    | 尚未開播             | 四台冠軍歌曲'    |
| 2013年 |                                       | |                     |                        |                  |                             |                      |                  |
| Grown | 聽到這首歌就回來                      | / | 1                   | 5                      | 2                | /                           | /                    |                  |
| Grown | 整天想著你                            | 5 | 2                   | 4                      | 4                | 6                           | /                    |                  |
| 2014年 |                                       | |                     |                        |                  |                             |                      |                  |
| 瘋了嗎？ | 瘋了嗎？                              | 3 | 2                   | 4                      | 2                | 4                           | /                    |                  |
| 2015年 |                                       | |                     |                        |                  |                             |                      |                  |
| No.5 | 我們家                                | 3 | 3                   | 4                      | 2                | 6                           | 1                    |                  |
| 2016年 |                                       | |                     |                        |                  |                             |                      |                  |
| Gentlemen's Game | Promise (I'll be)                     | 3 | 3                   | HOT3                   | 8                | /                           | /                    |                  |
| 2021年 |                                       | |                     |                        |                  |                             |                      |                  |
| MUST | Make it                               | 3 | 10                  | 9                      | 6                | 5                           | /                    |                  |
| \| - 「/」表示未有相關資料 - 「(1)」：兩星期冠軍 - 「[1]」：三星期冠軍 \| - 「{1}」：四星期冠軍 - 「*」：打榜中 \| - 「 」：該段時期未有設立排行榜 - 「TAKE7」：《人氣歌謠》排名候選曲，未能獲得一位 - 「HOT3」：《音樂中心》HOT候選曲 \| |                                       | |                     |                        |                  |                             |                      |                  |
| - 「/」表示未有相關資料 - 「(1)」：兩星期冠軍 - 「[1]」：三星期冠軍 | - 「{1}」：四星期冠軍 - 「*」：打榜中 | - 「 」：該段時期未有設立排行榜 - 「TAKE7」：《人氣歌謠》排名候選曲，未能獲得一位 - 「HOT3」：《音樂中心》HOT候選曲 |                     |                        |                  |                             |                      |                  |

| 各台冠軍歌曲統計                                     | 各台冠軍歌曲統計 | 各台冠軍歌曲統計 | 各台冠軍歌曲統計 | 各台冠軍歌曲統計 | 各台冠軍歌曲統計 | 各台冠軍歌曲統計 |
| Mnet                                                 | KBS              | MBC              | SBS              | MBC MUSIC        | SBS MTV          |                  |
| ---------------------------------------------------- | ---------------- | ---------------- | ---------------- | ---------------- | ---------------- | ---------------- |
| 14                                                   | 16               | 14               | 12               | 0                | 1                |                  |
| 一位總數：56 三台冠軍歌曲總數：2 四台冠軍歌曲總數：4 |                  |                  |                  |                  |                  |                  |

## 外部連結
- 官方网站
- 官方网站（日語）
- 2PM（页面存档备份，存于）在Daum cafe的頁面
- 2PM的Facebook專頁
- YouTube上的2PM頻道